# おうし座DH星B
おうし座DH星B（おうし座DH星b）とは、おうし座の方向に存在する、恒星 おうし座DH星A の周囲を公転している褐色矮星（または太陽系外惑星）である。

## 概要
おうし座DH星Bは、国立天文台、神戸大学、東京大学、総合研究大学院大学等のチームによるすばる望遠鏡のCIAOを用いた観測により、2004年に発見された。この発見を示した論文はarXivで2004年11月8日に公表された。おうし座DH星Bは主星Aから約330天文単位離れた位置を公転している褐色矮星とされている。AとBの固有運動は同一で物理的に結びついていることが明らかとなった。Bの近赤外線と若い星状天体（YSO）の近赤外線はそれぞれの色が一致している。おうし座DH星Bの質量は木星の30倍~50倍（または約40倍）、温度は2700~2800ケルビン、表面重力（log g）は4.0~4.5と測定された。
なお、2006年に公表された別の論文では、おうし座DH星Bの質量は木星の約11倍としており、太陽系外惑星の可能性もあるとされている。

## 惑星系または衛星系の可能性
2020年7月20日、おうし座DH星Bの周囲を公転しているとされる太陽系外惑星（おうし座DH星Bが太陽系外惑星の場合は太陽系外衛星）を検出したとする論文がarXivにて公表された。この惑星（または衛星）候補は おうし座DH星Bb と呼ばれ、SPHEREによる直接撮像法を用いた観測で発見された。おうし座DH星Bbの質量は木星の約~1倍で、約~320年の公転周期で主星であるおうし座DH星Bから約10天文単位離れた位置を公転しているとされる。質量の上限は2.6木星質量である。ただし、ALMAによる観測ではおうし座DH星Bbは検出されなかったため、軌道長半径は10天文単位よりも近い可能性もある。なお、おうし座DH星Bbはこの時点では確認ではなく、候補段階である。
| 名称 （恒星に近い順） | 質量  | 軌道長半径 （天文単位） | 公転周期 (日) | 軌道離心率 | 軌道傾斜角 | 半径 |
| --------------------- | ----- | ----------------------- | ------------- | ---------- | ---------- | ---- |
| b (候補)              | ~1 MJ | 10                      | ~116880       | —          | —          | —    |